# Rhaphidorrhynchium tegeticola
Rhaphidorrhynchium tegeticola là một loài Rêu trong họ Sematophyllaceae. Loài này được (Bosw.) Broth. miêu tả khoa học đầu tiên năm 1925.